# Armadillidium banaci
Armadillidium banaci är en kräftdjursart som beskrevs av Karl Wilhelm Verhoeff 1934. Armadillidium banaci ingår i släktet Armadillidium och familjen klotgråsuggor. Inga underarter finns listade i Catalogue of Life.